# Aleksandr Evgen'evič Mal'cev
Aleksandr Evgen'evič Mal'cev (in russo Александр Евгеньевич Мальцев?; San Pietroburgo, 22 giugno 1995) è un sincronetto russo.

## Carriera
Al debutto del duo misto ai Campionati mondiali di nuoto di Kazan' 2015 ha vinto la medaglia d'oro nel duo misto libero e l'argento nel programma tecnico.

## Palmarès
- Mondiali

Kazan' 2015: oro nel duo misto (programma libero), argento nel duo misto (programma tecnico).
Budapest 2017: oro nel duo misto (programma libero), argento nel duo misto (programma tecnico).
Gwangju 2019: oro nel duo misto (programma tecnico) e nel duo misto (programma libero).
Singapore 2025: oro nel solo (programma tecnico), nel solo (programma libero) e nel duo misto (programma tecnico), argento nel duo misto (programma libero).
- Europei

Londra 2016: oro nel duo misto (programma tecnico) e nel duo misto (programma libero).
Glasgow 2018: oro nel duo misto (programma tecnico) e nel duo misto (programma libero).
Budapest 2020: oro nel duo misto (programma tecnico)

## Riconoscimenti
- Atleta dell'anno FINA: 2015, 2017, 2019, 2021
- LEN Award: 2019, 2021